# Natoma (Kansas)
Natoma – miasto w Stanach Zjednoczonych, w stanie Kansas, w hrabstwie Osborne.